# Szaúd-arábiai labdarúgókupa
A szaúd-arábiai labdarúgókupa vagy szaúd-arábiai kupa (angolul: King Cup, arabul: كأس خادم الحرمين الشريفين) a legrangosabb nemzeti labdarúgókupa Szaúd-Arábiában. A legsikeresebb klub az el-Áhlí, amely eddig 13 alkalommal hódította el a trófeát.
A kupát 1957-ben alapították, és 1990-ig játszották. 2007-ben újraindították King's Cup of Champions néven, és csak a szaúd-arábiai élvonal első 6 helyezettje, valamint a Saudi Crown Prince Cup és a Federation Cup győztesei kvalifikálhatták magukat. 2014-ben átnevezték King's Cupra.

## Díjak
A kupagyőztes kvalifikálja magát az AFC Bajnokok Ligájába.
Pénzdíj:
- Aranyérmes: 5 500 000 Szaúdi riál.
- Ezüstérmes: 4 000 000 Szaúdi riál.

## Teljesítmény klubonként
Forrás:

### Győztesek
| Klub       | Győzelem (db) | Év                                                                           |
| ---------- | ------------- | ---------------------------------------------------------------------------- |
| el-Áhlí    | 13            | 1962, 1965, 1969, 1970, 1971, 1973, 1977, 1978, 1979, 1983, 2011, 2012, 2016 |
| el-Hilál   | 11            | 1961, 1964, 1980, 1982, 1984, 1989, 2015, 2017, 2020, 2023, 2024             |
| el-Áttihád | 10            | 1958, 1959, 1960, 1963, 1967, 1988, 2010, 2013, 2018, 2025                   |
| en-Naszr   | 6             | 1974, 1976, 1981, 1986, 1987, 1990                                           |
| es-Sabáb   | 3             | 2008, 2009, 2014                                                             |
| el-Vahda   | 2             | 1957, 1966                                                                   |
| el-Áttifák | 2             | 1968, 1985                                                                   |
| et-Távun   | 1             | 2019                                                                         |
| Al-Faisaly | 1             | 2021                                                                         |
| el-Fajhá   | 1             | 2022                                                                         |
| Összesen   | 47            |                                                                              |

### Döntős
| Klub         | Döntős (db) | Év |
| ------------ | ----------- | --- |
| el-Áhlí      | 18          | 1962, 1965, 1969, 1970, 1971, 1973, 1974, 1976, 1977, 1978, 1979, 1983, 1984, 2011, 2012, 2014, 2016, 2017       |
| el-Áttihád   | 19          | 1957, 1958, 1959, 1960, 1963, 1964, 1967, 1979, 1982, 1986, 1988, 2008, 2009, 2010, 2011, 2013, 2018, 2019, 2025 |
| el-Hilál     | 18          | 1961, 1963, 1964, 1968, 1977, 1980, 1981, 1982, 1984, 1985, 1987, 1989, 2010, 2015, 2017, 2020, 2022, 2023       |
| en-Naszr     | 14          | 1967, 1971, 1973, 1974, 1976, 1981, 1986, 1987, 1989, 1990, 2012, 2015, 2016, 2020                               |
| el-Vahda     | 8           | 1957, 1958, 1959, 1960, 1961, 1966, 1970, 2023                                                                   |
| el-Áttifák   | 6           | 1965, 1966, 1968, 1983, 1985, 1988                                                                               |
| es-Sabáb     | 6           | 1969, 1980, 2008, 2009, 2013, 2014                                                                               |
| et-Távun     | 3           | 1990, 2019, 2021                                                                                                 |
| Er-Rijád     | 2           | 1962, 1978 |
| Al-Faisaly   | 2           | 2018, 2021 |
| el-Fajhá     | 1           | 2022 |
| al-Kvadszija | 1           | 2025 |
| Összesen     | 96          | |

## Mesterhármasok
Azok a játékosok nevei vannak felsorolva a táblázatban, akik mesterhármast szereztek valamelyik kiírásában a kupának.
| Játékos                  | Ellenfél    | Eredmény | Dátum              |
| ------------------------ | ----------- | -------- | ------------------ |
| Yousef Al-Anbar          | Al-Nahda    | 4-1      | 1989. május 11.    |
| Szaad al-Hárszí          | el-Áhlí     | 0-3      | 2010. április 5.   |
| Victor Simões            | en-Naszr    | 1-3      | 2010. április 9.   |
| Mokhtar Fallatah         | el-Vahda    | 4-3      | 2011. január 11.   |
| Nasser Al-Shamrani       | Al-Faisaly  | 1-3      | 2015. május 1.     |
| Adrian Mierzejewski      | Al-Diriyah  | 0-7      | 2016. január 20.   |
| Patrick Eze              | Al-Safa     | 0-4      | 2017. január 20.   |
| Ismael Bangoura          | Al-Jabalain | 3-0      | 2017. január 21.   |
| Omar Kharbin             | et-Távun    | 4-3      | 2017. május 13.    |
| Mohammed Al-Saiari       | et-Tájí     | 6-0      | 2018. január 3.    |
| Abdálrazák Hamdállah     | Al-Jandal   | 0-6      | 2019. január 3.    |
| Ahmed Abdu Jaber4        | Al-Nairyah  | 6-1      | 2019. január 3.    |
| Gelmin Rivas             | Al-Dera'a   | 9-0      | 2019. január 5.    |
| Bafétimbi Gomis4         | Al-Dera'a   | 9-0      | 2019. január 5.    |
| Abdálrazák Hamdállah4    | Al-Ansar    | 5-0      | 2019. január 18.   |
| Hazaa Al-Hazaa           | Al-Amjad    | 9-1      | 2019. január 18.   |
| Abdálrazák Hamdállah     | el-Fajhá    | 0-6      | 2019. január 21.   |
| Carolus Andriamatsinoro5 | Al-Rawdhah  | 8-0      | 2019. december 5.  |
| Abdálrazák Hamdállah     | Damak       | 2-4      | 2019. december 24. |
| Mohammed Al-Kwikbi       | Ohod        | 7-1      | 2020. január 3.    |
| Júlio Tavares            | et-Távun    | 2-3      | 2021. május 29.    |

## Fordítás
- Ez a szócikk részben vagy egészben  a   King Cup című angol Wikipédia-szócikk fordításán alapul.  Az eredeti cikk szerkesztőit annak laptörténete sorolja fel. Ez a jelzés csupán a megfogalmazás eredetét és a szerzői jogokat jelzi, nem szolgál a cikkben szereplő információk forrásmegjelöléseként.